# Selección femenina de fútbol de Nigeria
La selección femenina de fútbol de Nigeria (en inglés Nigeria women's national football team) es el equipo representativo de Nigeria en las competiciones oficiales femeninas de la FIFA. Es organizada por la Federación Nigeriana de Fútbol que a su vez está afiliada a la Confederación Africana de Fútbol (CAF).
Es una de las mejores selecciones del continente africano, se consagró campeón en 11 de las 14 ediciones del Campeonato Africano siendo la selección más laureada y la que más veces disputó el torneo continental.
Ha disputado las nueve ediciones del Mundial celebradas entre 1991 y 2023, su mejor resultado fue en Estados Unidos 1999 en donde alcanzó los cuartos de final.

## Copa Mundial Femenina de Fútbol
| Año   | Resultado        | Posición | PJ | G | E | P  | GF | GC |
| ----- | ---------------- | -------- | -- | - | - | -- | -- | -- |
| 1991  | Fase de grupos   | 10º      | 3  | 0 | 0 | 3  | 0  | 7  |
| 1995  | Fase de grupos   | 11º      | 3  | 0 | 1 | 2  | 5  | 14 |
| 1999  | Cuartos de final | 7º       | 4  | 2 | 0 | 2  | 8  | 12 |
| 2003  | Fase de grupos   | 15º      | 3  | 0 | 0 | 3  | 0  | 11 |
| 2007  | Fase de grupos   | 13º      | 3  | 0 | 1 | 2  | 1  | 4  |
| 2011  | Fase de grupos   | 9.º      | 3  | 1 | 0 | 2  | 1  | 2  |
| 2015  | Fase de grupos   | 21.º     | 3  | 0 | 1 | 2  | 3  | 6  |
| 2019  | Octavos de final | 16.º     | 4  | 1 | 0 | 3  | 2  | 7  |
| 2023  | Octavos de final | 10.º     | 4  | 1 | 3 | 0  | 3  | 2  |
| 2027  | Por definir      | .º       | -  | - | - | -  | -  | -  |
| Total | 9/9              | 14       | 30 | 5 | 6 | 19 | 23 | 65 |

## Juegos Olímpicos
| Año   | Resultado        | PJ           | G            | E            | P            | GF           | GC           |              |
| ----- | ---------------- | ------------ | ------------ | ------------ | ------------ | ------------ | ------------ | ------------ |
| 1996  | No clasificó     | No clasificó | No clasificó | No clasificó | No clasificó | No clasificó | No clasificó | No clasificó |
| 2000  | Fase de grupos   | 3            | 0            | 0            | 3            | 3            | 9            |              |
| 2004  | Cuartos de final | 3            | 1            | 0            | 2            | 3            | 4            |              |
| 2008  | Fase de grupos   | 3            | 0            | 0            | 3            | 1            | 5            |              |
| 2012  | No clasificó     | No clasificó | No clasificó | No clasificó | No clasificó | No clasificó | No clasificó | No clasificó |
| 2016  | No clasificó     | No clasificó | No clasificó | No clasificó | No clasificó | No clasificó | No clasificó | No clasificó |
| 2021  | No clasificó     | No clasificó | No clasificó | No clasificó | No clasificó | No clasificó | No clasificó | No clasificó |
| 2024  | Fase de grupos   | 3            | 0            | 0            | 3            | 1            | 5            |              |
| Total | 4/8              | 12           | 1            | 0            | 11           | 8            | 23           |              |

## Copa Africana de Naciones Femenina
| Año   | Ronda        | PJ | G  | E | P | GF  | GC |
| ----- | ------------ | -- | -- | - | - | --- | -- |
| 1991  | Ganador      | 6  | 6  | 0 | 0 | 20  | 2  |
| 1995  | Ganador      | 6  | 6  | 0 | 0 | 27  | 2  |
| 1998  | Campeón      | 5  | 5  | 0 | 0 | 28  | 0  |
| 2000  | Campeón      | 5  | 4  | 1 | 0 | 19  | 2  |
| 2002  | Campeón      | 5  | 4  | 0 | 1 | 15  | 2  |
| 2004  | Campeón      | 5  | 4  | 1 | 0 | 18  | 2  |
| 2006  | Campeón      | 5  | 5  | 0 | 0 | 18  | 2  |
| 2008  | Tercer lugar | 5  | 1  | 3 | 1 | 3   | 3  |
| 2010  | Campeón      | 5  | 5  | 0 | 0 | 19  | 4  |
| 2012  | Cuarto lugar | 5  | 3  | 0 | 2 | 8   | 4  |
| 2014  | Campeón      | 5  | 5  | 0 | 0 | 16  | 3  |
| 2016  | Campeón      | 5  | 4  | 1 | 0 | 13  | 1  |
| 2018  | Campeón      | 5  | 2  | 2 | 1 | 10  | 1  |
| 2022  | Cuarto lugar | 6  | 3  | 1 | 2 | 9   | 4  |
| Total | 11 Títulos   | 73 | 57 | 9 | 7 | 223 | 32 |

## Juegos Panafricanos
| Año   | Ronda        | PJ | G  | E | P | GF | GC |
| ----- | ------------ | -- | -- | - | - | -- | -- |
| 2003  | Campeón      | 5  | 5  | 0 | 0 | 17 | 1  |
| 2007  | Campeón      | 4  | 3  | 1 | 0 | 14 | 2  |
| 2011  | No clasificó | 0  | 0  | 0 | 0 | 0  | 0  |
| 2015  | Cuarto lugar | 5  | 2  | 0 | 3 | 11 | 7  |
| Total | 3/4          | 14 | 10 | 1 | 3 | 42 | 10 |

## Jugadoras

### Última convocatoria
Jugadoras convocadas para la Copa Mundial de 2023.
Entrenador:  Justine Madugu
| No. | Pos. | Jugadora           | Fecha de nacimiento (edad)         | Apa. | Goles | Club                      |
| --- | ---- | ------------------ | ---------------------------------- | ---- | ----- | ------------------------- |
| 1   | POR  | Tochukwu Oluehi    | 2 de mayo de 1987 (36 años)        |      |       | Hakkarigücü Spor          |
| 2   | DEF  | Ashleigh Plumptre  | 8 de mayo de 1998 (25 años)        |      |       | Leicester City            |
| 3   | DEF  | Osinachi Ohale     | 21 de diciembre de 1991 (31 años)  |      |       | Alavés                    |
| 4   | DEF  | Glory Ogbonna      | 25 de diciembre de 1998 (24 años)  |      |       | Beşiktaş                  |
| 5   | DEF  | Onome Ebi          | 8 de mayo de 1983 (40 años)        |      |       | Abia Angels               |
| 6   | DEL  | Ifeoma Onumonu     | 25 de febrero de 1994 (29 años)    | 14   | 2     | Gotham FC                 |
| 7   | MED  | Toni Payne         | 22 de abril de 1995 (28 años)      |      |       | Sevilla                   |
| 8   | DEL  | Asisat Oshoala     | 9 de octubre de 1994 (28 años)     |      |       | Barcelona                 |
| 9   | DEL  | Desire Oparanozie  | 17 de diciembre de 1993 (29 años)  |      |       | Wuhan Jianghan University |
| 10  | MED  | Christy Ucheibe    | 25 de diciembre de 2000 (22 años)  |      |       | Benfica                   |
| 11  | DEL  | Gift Monday        | 9 de diciembre de 2001 (21 años)   |      |       | Granadilla Tenerife       |
| 12  | DEL  | Uchenna Kanu       | 20 de junio de 1997 (26 años)      | 18   | 6     | Racing Louisville         |
| 13  | MED  | Deborah Abiodun    | 2 de noviembre de 2003 (19 años)   |      |       | Rivers Angels             |
| 14  | DEF  | Oluwatosin Demehin | 13 de marzo de 2002 (21 años)      |      |       | Reims                     |
| 15  | MED  | Rasheedat Ajibade  | 8 de diciembre de 1999 (23 años)   |      |       | Atlético Madrid           |
| 16  | POR  | Chiamaka Nnadozie  | 8 de diciembre de 2000 (22 años)   | 19   | 0     | Paris FC                  |
| 17  | DEL  | Francisca Ordega   | 19 de octubre de 1993 (29 años)    |      |       | CSKA Moscú                |
| 18  | MED  | Halimatu Ayinde    | 16 de mayo de 1995 (28 años)       |      |       | Rosengård                 |
| 19  | MED  | Jennifer Echegini  | 22 de marzo de 2001 (22 años)      |      |       | Florida State Seminoles   |
| 20  | DEF  | Rofiat Imuran      | 17 de junio de 2004 (19 años)      |      |       | Reims                     |
| 21  | DEL  | Esther Okoronkwo   | 27 de marzo de 1997 (26 años)      |      |       | Saint-Étienne             |
| 22  | DEF  | Michelle Alozie    | 28 de abril de 1997 (26 años)      |      |       | Houston Dash              |
| 23  | POR  | Yewande Balogun    | 28 de septiembre de 1989 (33 años) | 1    | 0     | Saint-Étienne             |